# Zuidrijns voetbalkampioenschap 1910/11
In 1910/11 werd het negende Zuidrijns voetbalkampioenschap gespeeld, dat georganiseerd werd door de West-Duitse voetbalbond. 
VfVuSp 1896 Düren werd kampioen en plaatste zich voor de West-Duitse eindronde. De club versloeg BV Barmen en verloor in de kwartfinale van VfvB Ruhrort 1900. 

## A-Klasse
| Plaats | Club                    | Wed. | W | G | V | Saldo | Ptn. |
| ------ | ----------------------- | ---- | - | - | - | ----- | ---- |
| 1.     | VfVuSp 1896 Düren       | 12   |   |   |   | 49:19 | 19:5 |
| 2.     | FC Borussia 1899 Cöln   | 12   |   |   |   | 70:19 | 18:6 |
| 3.     | FC Rhenania 1900 Cöln   | 12   |   |   |   | 44:22 | 15:9 |
| 4.     | Mülheimer SV 1906       | 12   |   |   |   | 26:22 | 15:9 |
| 5.     | Cölner SpV 1902         | 12   |   |   |   | 20:42 | 8:16 |
| 6.     | SV Kalk 04              | 12   |   |   |   | 20:42 | 7:17 |
| 7.     | FC Viktoria 1904 Aachen | 12   |   |   |   | 8:71  | 0:24 |

|  | Kampioen   |
|  | Degradatie |

## B-Klasse

### Finale
Beide clubs promoveerden
|  |                   |       |                     |  |
|  | FC Germania Düren | 2 – 1 | FC Germania 01 Bonn |  |
|  |                   |       |                     |  |